# Lech am Arlberg
Lech am Arlberg é uma cidade nas montanhas nos Alpes Suíços (população 1.466) e uma estação de esqui no distrito de Bludenz de Vorarlberg na Áustria. Fundada no século XIV por imigrantes do cantão de Wallis da Suíça, a cidade tornou-se um dos destinos mais procurados do mundo para esqui e também o lar de inúmeros campeões de esqui olímpicos e mundiais. É administrada junto com as cidades vizinhas de Zürs, Zug e Oberlech.
A cidade está bem conectada com as vizinhas Zürs, St Christof, St. Anton e Stuben, juntas elas formam a região de Arlberg, e o lar da técnica de esqui nos Alpes moderna e a sede do "Ski Club Arlberg", o clube de esqui mais antigo do mundo, fundado em 1901. Lech é o ponto inicial e final do "Der Weisse Ring" (em português: "O Anel Branco"), um tour popular e palco de uma corrida anual entre profissionais e outros.

## Visitantes notórios
Durante os meses de inverno, a cidade é notória por atrair visitantes famosos internacionais e também vários membros de monarquias da Europa para a pratica de esqui. Entre eles, a famosa Diana, Princesa de Gales do Reino Unido também foi uma visitante constante do local.

Os mais notórios, são a família real holandesa que tem o costume de anualmente passar alguns dias das suas férias de inverno no local e praticar esqui; e fornecem a impressa local e internacional (fotógrafos e repórteres) uma oportunidade aberta de sessão fotográfica e curtas-entrevistas com os membros da família real holandesa, para terem a sua privacidade respeitada o restante das férias de inverno. A partir de 2013, o recém-intitulado rei Guilherme Alexandre dos Países Baixos e a sua esposa, a rainha consorte Máxima dos Países Baixos levam as suas três filhas: a princesa herdeira Catarina Amália, Princesa de Orange, a princesa Alexia dos Países Baixos e a princesa Ariana dos Países Baixos para esquiar na cidade.

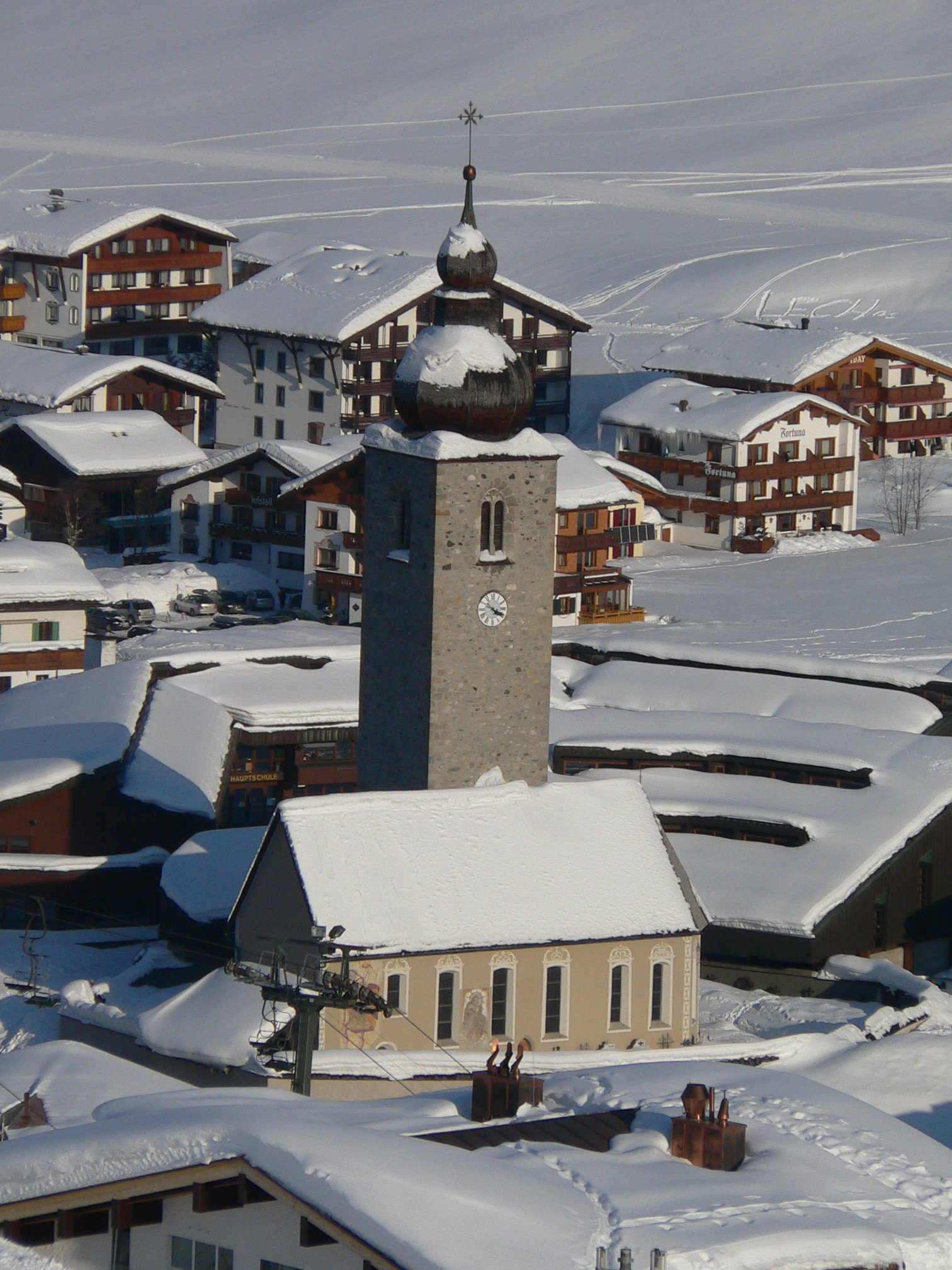
A igreja.